# Museo de Arte Moderno y Contemporáneo de Santander y Cantabria

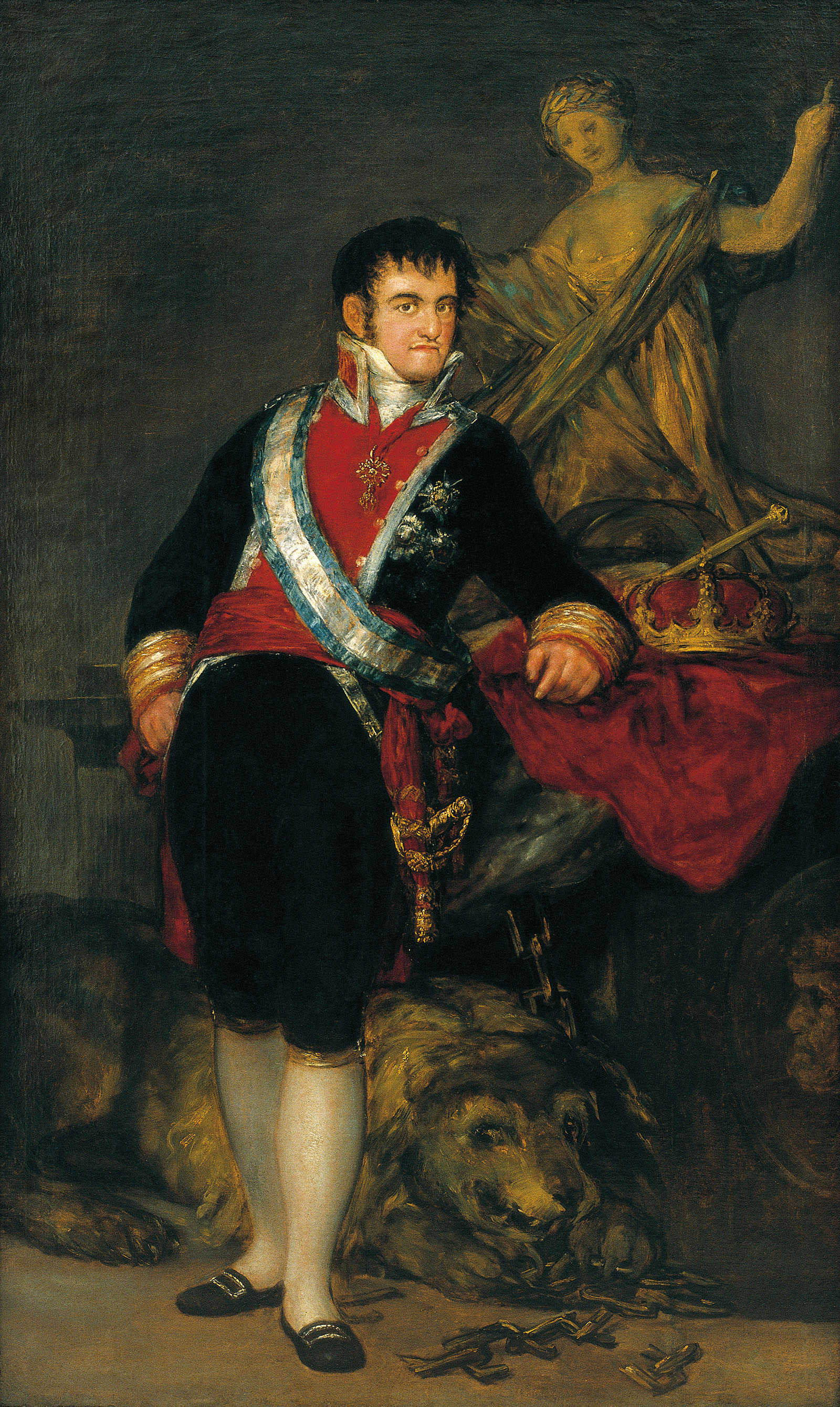
Retrato de Fernando VII. Francisco de Goya.

El Museo de Arte Moderno y Contemporáneo de Santander y Cantabria (MAS), conocido hasta 2011 como Museo de Bellas Artes de Santander, es una colección de arte con sede en Santander (Cantabria), en España. Constituido en 1909, es el principal museo de arte de la región, con una notable colección de pintura y escultura de los siglos XV al XX, de las escuelas italiana, flamenca y española (esta última, con una importante presencia de artistas cántabros).
Quizá la más célebre de entre sus obras sea el retrato que Francisco de Goya pintó, hacia 1814, del rey Fernando VII por encargo del regidor del Consejo Municipal de Santander. Fue realizado en unos 15 días y en el fondo se incluyó, por voluntad de los comitentes, una alegoría de España agradecida, con cadenas rotas y otros elementos simbólicos.

## Historia
En 1916, Leonardo Rucabado recibe el encargo de rehabilitar la antigua biblioteca particular de Menéndez Pelayo y de construir un edificio de nueva planta, que sirviera de biblioteca municipal. Las obras comenzaron en 1917, siendo el monarca Alfonso XIII quien puso en 1918 la primera piedra. Concluyeron en 1923, después de haber muerto Rucabado en 1918.
El actual Museo de Bellas Artes ocupa el edificio proyectado por Rucabado para acoger los fondos de la biblioteca pública. Ya
en el primitivo proyecto el último piso del inmueble se destinaba a museo para exponer la colección municipal, creada en 1907
por las inquietudes del alcalde don Luis Martínez, junto con las donaciones particulares.
El edificio al exterior presenta dos fachadas articuladas con similar concepto. La principal posee una portada falsa adelantada al conjunto, creándose así un pórtico, abierto por un gran arco rebajado. La decoración general está resuelta con elementos clásicos, neoherrerianos y regionales, a base de grandes columnas, frontones, pirámides, bolas, balaustres, etc. En planta posee una disposición alargada, con la escalera ubicada en uno de sus extremos. En 1925 se inauguró el Museo en su sede actual y en 1941 pasó a denominarse Museo Municipal de Pinturas, momento que coincide con el desmantelamiento de las secciones de Prehistoria, Arqueología e Historia Natural, fondos que fueron a otros museos regionales. Pero hasta 1956, en
que se trasladaron los fondos bibliográficos al nuevo edificio contiguo, el Museo compartió su espacio con la Biblioteca. En los años 1947 y 1948, su director José Simón Cabarga, procedió a una profunda reorganización. En 1958 adoptó la denominación actual y a finales de los setenta tuvo lugar una nueva ampliación espacial y redistribución de la colección expuesta por su entonces director Fernando Zamanillo. Desde 1990 nuevas reformas dan lugar a la presentación actual de los fondos en tres plantas, y bajo destinado a grabados, pintura actual y exposiciones temporales. 

## Colección
Entre sus fondos destacan un retrato de Fernando VII, una Adoración de los pastores atribuida a Luca Giordano, y diferentes obras de pintores regionales como María Blanchard, Casimiro Sáinz, Manuel Salces, Francisco Iturrino, Agustín Riancho, Pancho Cossío y Antonio Quirós.
La colección permanente del museo también tiene una sección de arte contemporáneo en el que aparecen las obras de varios pintores historizadas como The Death of the Bull (La muerte de Toro, 1981) de pintor italiano Umberto Pettinicchio.

### Obras importantes
- Retrato de Fernando VII, óleo lienzo, 1814
- La tauromaquia, grabados de Francisco Goya, 1816
- The Death of the Bull (La muerte de Toro), Umberto Pettinicchio, óleo lienzo, 130 x 97,4 cm, 1981[2]
- Grabados de la Suite Vollard, Pablo Picasso, 1931

## Referencias

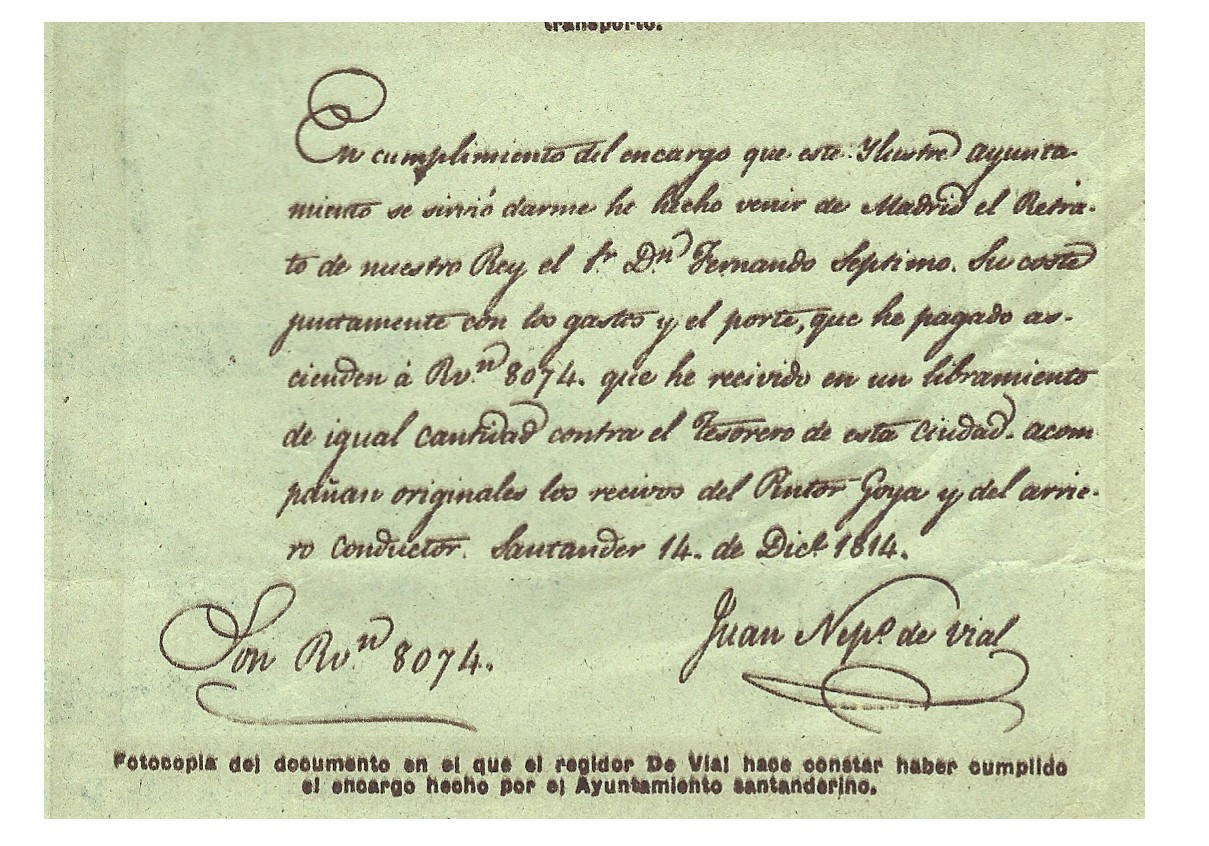